# 엔젤하트 (만화)
엔젤하트(エンジェル・ハート / Angel Heart)는 호죠 츠카사의 만화 작품이다. 약칭은 〈A.H.〉.

## 개요
신쵸샤의 만화 잡지 〈주간 코믹 번치〉 창간호부터 연재되고 있는 만화 작품. 2005년도에 TV 애니메이션으로 만들어졌다. 흔히 등장인물의 연관성과 관련하여 시티헌터의 속편으로 생각하기 쉬우나, 실제로는 시티헌터를 기반으로 만든 패러럴 월드를 다루고 있다.(한 예로 마키무라 히데유키가 죽은 이유는 시티헌터에서는 거대조직(스포)에 의한 것이었으나 엔젤하트에서는 다르다)스위퍼들의 이야기를 그리고 있으나 실제로는 "가족 사랑"이 주된 테마.

## 내용
타이완의 살인 청부 업자 소녀와 일본 신주쿠에서 살아가는 전직 용병이던 스위퍼, 그리고 그의 아내가 엮인 가족 이야기.
신주쿠에 나타난 아름다운 소녀 "샹잉"은 암살자였다. 그녀의 코드 네임은 "글래스 하트". 완벽한 일처리를 해오던 그녀였지만 임무를 거듭할수록 마음은 삐걱거리기만하고 급기야 스스로 죽음을 선택한다. 그러나 조직은 그녀를 그대로 내버려두지 않았다. 이식 심장 수송 차량을 습격하여 탈취한 심장을 그녀에게 이식한 것이다.
심장의 주인은 "마키무라 카오리". 바로 "시티헌터"라 불린 스위퍼 "사에바 료"의 아내였던 것이다. 카오리의 심장을 이식 받아 깨어난 샹잉은 기억 전이라는 현상에 이끌려 이윽고 조직을 등진채 신주쿠로 향한다.

## 등장 인물
샹잉(香瑩)
료와 카오리의 양녀로 본작의 주인공. 원래는 대만 흑사회 "정도회(正道会)"의 보스 리 지엔챵의 딸로 본명은 리샹잉(李香瑩). 정도회 암살 부대 "주작"에 소속된 살인 청부 업자로 코드 네임은 "글래스 하트(Glass Heart)". 암살 임무에 회의를 느끼고 자살하지만 카오리의 심장을 이식 받아 깨어난다. 그 이후 카오리의 기억이 샹잉에게 전이되는 현상이 발생하고 전혀 다른 감성을 가진 사람으로 변하고 만다. 그녀 역시 카오리와 비슷한 체격과 미모, 신체조건을 갖고 있기 때문에 상당히 미인이며 키가 매우 크다. 성우는 가와사키 마오
사에바 료(冴羽 獠)
일명 시티헌터. 말버릇은 "한번!(もっこり)". 전작 시티헌터 때보다 많이 늙었지만 실력은 여전히 건재한다. 샹잉의 양부. 성우는 카미야 아키라
마키무라 카오리(槇村 香)
샹잉의 양모. 전작 시티헌터의 히로인. 료와 결혼 직전 그만 교통 사고에 의해 사망한다. 평소 도너 카드를 갖고 있어 심장을 기증했지만 정도회에 의해 그만 탈취당하고 그녀의 심장은 샹잉에게 이식된다. 이후 그녀의 기억이 샹잉에게 전이되고 샹잉의 마음 속에서 자주 등장한다. 성우는 이쿠라 카즈에
노가미 사에코(野上 冴子)
서신주쿠 경찰서장으로 독신. 전작에서는 경시청 형사였다. 성우는 이시가미 요코
류 신홍(劉 信宏)
찻집 캐츠아이의 종업원. 전직 정도회 전투 부대 "청룡"의 대원. 샹잉과는 훈련생 시절부터 파트너였지만 최종 시험에서 샹잉에게 살해당했다. 그러나 기적적으로 소생 샹잉과 재회할 날을 기다리며 살아오다 그만 정도회의 그림자 보스이자 샹잉의 작은 아버지 "리 치엔도"를 저격하고 만다. 샹잉을 좋아하고 있다. 성우는 스즈키 치히로
팔콘/우미보즈(海坊主)
전직 용병이자 스위퍼. 현재는 찻집 캐츠아이의 주인. 실명했지만 실력은 건재한다. 실명의 원인은 전작과 달리 전투 중 부상으로 되어있다. 전작에서는 일본인으로 이름도 이쥬인 하야토(伊集院隼人)였지만, 여기서는 단순히 흑인으로 이름은 팔콘이다. 성우는 겐다 텟쇼
마키무라 히데유키(槇村 秀幸)
형사이자 료의 최초 파트너. 본작에서는 시티헌터를 시작한 것으로 되어있다. 전작에서는 마약 신디케이터에 살해당했으나 본작에서는 사에코의 스토커 토야마 카즈마에 의해 살해당한 설정으로 바뀌었다. 성우는 다나카 히데유키, 청년기 성우는 치바 스스무
미키(ミキ)
사람들을 행복하게 해주는 소녀. 부랑자로 살았으나 사에코와 만남을 계기로 팔콘의 양녀가 된다. 원래 부친은 A국(애니메이션에서는 다마난 왕국) 국왕. 전작에서는 어린 아이가 아니고 전직 용병으로 우미보즈를 사랑하는 아가씨로 나온다. 성우는 고야마 마미
첸 시종장(陳 侍従長)
리 지엔창이 신뢰하는 노인. 정도회의 지엔창 직속 은밀 부태 "현무"의 지휘관. 청룡 부대의 쿠데타를 진압하고 이후 휴가를 얻어 캐츠아이 옆에서 중화요리 "현무문"을 운영한다. 지엔창 대신으로 샹잉의 후견인 역할을 하고 있다. 성우는 야다 고우지
리 지엔창(李 堅強)
대만 흑사회 정도회의 정룡두(正龍頭=보스). 샹잉의 친부이지만 부하의 모반이 원인이라 해도 딸을 어둠의 세계로 이끈 책임을 지고 친부임을 자칭하지 않을 것을 결심한다. 그리고 료에게 딸을 잘 부탁한다고 의뢰한다. 일명 리대인. 성우는 아리모토 긴류, 청년기 성우는 노지마 유타카사
리 치엔도(李 謙徳)
지엔창의 쌍둥이 동생. 형을 위해 막후 인물이자 그림자 보스로 살아왔다. 샹잉의 소식을 알아보기 위해 신주쿠에 왔다가 정도회 부하 청룡 부대 지휘관의 쿠데타에 의해 신홍의 저격을 받고 사망한다. 샹잉에게 유산을 남겼는데 그 규모는 대만 국가 예산 1년분. 샹잉의 또 다른 파파. 성우는 아리모토 긴류, 청년기 성우는 노지마 켄지
양 판위(楊 芳玉)
료의 용병시대적 친구로. 흑표 부대를 지위해 별명도 여표(女豹). 전쟁 고아를 모아 기르고 있다. 사에코와는 연적. 성우는 오가타 메구미
카멜레온
본작의 주인공들의 대항마. 정체를 알 수 없는 수수께기의 인물로 변장의 달인.

## 애니메이션
전 50화 애니메이션으로 2005년 10월 3일부터 2006년 9월 25일까지 요미우리 TV, 닛폰 TV를 통해 방송되었다. 오리지널 에피소드는 없다. 방영 당시 호화 캐스트를 단역으로 출연시켜 화제를 모으기도 했다.

## 라디오
NACK5에서 매주 일요일 방송되는 프로그램인 "Heart Of Angel".
XYZ Ryo's Bar
전 42회로 2005년 4월 3일부터 방송됨. 진행은 카미야 아키라
XYZ 香瑩's cafe
2006년 1월 22일부터 방송. XYZ Ryo's Bar로부터 타이틀이 바뀌었다. 진행은 카미야 아키라 와 가와사키 마오

## 텔레비전 드라마
2015년 10월 11일부터 12월 6일까지 닛폰 TV 계열의 일요드라마 시간대에서 방송되었다. 주연은 카미카와 타카야.

### 캐스트
- 사에바 료 - 카미카와 타카야
- 샹잉 - 미요시 아야카
- 마키무라 카오리 - 아이부 사키
- 류 신홍 - 미우라 쇼헤이
- 팔콘 - 브라더 톰
- 노가미 사에코 - 타카시마 레이코
- 도쿠 - 믹키 커티스
- 카리토 - 이즈미 소지
- 호리 - 야마데라 코이치
- 코미야마 시노부 - 타카하시 츠토무
- 토모 - 사이토 메구미
- 리 지엔창 - 류 라이타

### 스태프
- 원작 - 호죠 츠카사
- 각본 - 타카하시 유야, 네즈 다이키
- 연출 - 카리야마 슌스케, 스즈키 유마, 쿠보타 미츠루
- 음악 - 카네코 타카히로
- 주제가 - 니시우치 마리야 〈Save me〉 (SONIC GROOVE)
- 사운드 디자인 - 이시이 카즈유키
- 액션 코디네이트 - 시바하라 타카노리
- 기술 협력 - NiTRo, UP SIDE
- 미술 협력 - 닛폰 TV 아트
- 음향 효과 - SPOT
- 스튜디오 - 국제 방영
- 원작 협력 - 호리에 노부히코 (코아믹스)
- 치프 프로듀서 - 이토 히비키
- 제작 협력 - 케이 팩토리
- 제작 저작 - 닛폰 TV

### 방송 일자
| 각 화                                                      | 방송일           | 부제                                                                                                 | 각본                      | 연출            | 시청률 |
| ---------------------------------------------------------- | ---------------- | --- | ------------------------- | --------------- | ------ |
| 제1화                                                      | 2015년 10월 11일 | 전설의 시티헌터 부활! 죽은 약혼자의 심장을 빼앗겼다! 나타난 수수께끼의 미소녀…그것은 운명의 재회였다 | 타카하시 유야             | 카리야마 슌스케 | 12.5%  |
| 제2화                                                      | 10월 18일        | 산다는 것은? 시티헌터 탄생 비화!                                                                     | 타카하시 유야             | 스즈키 유마     | 10.0%  |
| 제3화                                                      | 10월 25일        | 소중한 약속…행복의 소녀가 가르쳐주었다                                                               | 타카하시 유야             | 카리야마 슌스케 | 8.1%   |
| 제4화                                                      | 11월 1일         | 자매의 정과 목숨의 증표! 시터헌터 부활                                                               | 타카하시 유야             | 스즈키 유마     | 10.3%  |
| 제5화                                                      | 11월 8일         | 암살 계획과 사랑에 눈뜬 여스파이의 선택                                                              | 타카하시 유야             | 쿠보타 미츠루   | 8.6%   |
| 제6화                                                      | 11월 15일        | 가장 사랑하는 사람의 목숨을 빼앗은 살인범, 그 결말                                                   | 타카하시 유야 네즈 다이키 | 카리야마 슌스케 | 7.1%   |
| 제7화                                                      | 11월 22일        | 저 아이의 아버지를 죽인 것은 나다                                                                    | 타카하시 유야             | 스즈키 유마     | 9.0%   |
| 제8화                                                      | 11월 29일        | 붙잡힌 샹잉 드디어 최종장에!                                                                         | 타카하시 유야             | 쿠보타 미츠루   | 8.5%   |
| 최종화                                                     | 12월 6일         | 충격의 진실! 모든 것은 사랑하는 자를 위해서!!                                                        | 타카하시 유야             | 카리야마 슌스케 | 7.8%   |
| 평균 시청률 9.3% (시청률은 칸토 지구·비디오 리서치사 조사) |                  | |                           |                 |        |

- 첫회는 30분 확대 (22:00 ~ 23:25).

| 닛폰 TV 일요드라마              | 닛폰 TV 일요드라마                | 닛폰 TV 일요드라마                                        |
| 이전 작품                       | 작품명                            | 다음 작품                                                 |
| ------------------------------- | --------------------------------- | --------------------------------------------------------- |
| 데스노트 (2015.7.5 ~ 2015.9.13) | 엔젤하트 (2015.10.11 ~ 2015.12.6) | 임상범죄학자 히무라 히데오의 추리 (2016.1.17 ~ 2016.3.20) |

## 같이 보기
- 시티헌터